# Palliduphantes khobarum
Palliduphantes khobarum är en spindelart som först beskrevs av Dmitry Evstratievich Kharitonov 1947.  Palliduphantes khobarum ingår i släktet Palliduphantes och familjen täckvävarspindlar. Inga underarter finns listade i Catalogue of Life.